# Potència de parada (radiació de partícules)

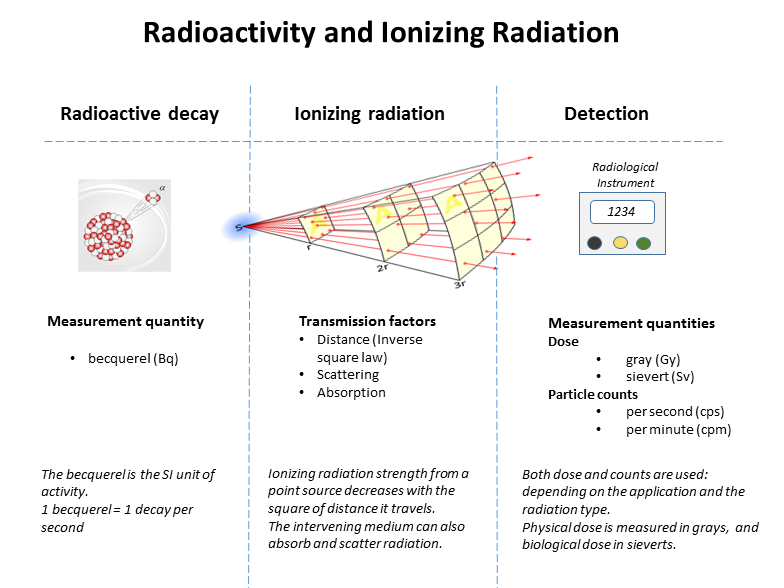
Gràfic que mostra les relacions entre la radioactivitat i la radiació ionitzant detectada

En física nuclear i de materials, la potència d'aturada és la força retardadora que actua sobre les partícules carregades, normalment partícules alfa i beta, a causa de la interacció amb la matèria, donant lloc a la pèrdua d'energia cinètica de les partícules. La potència de parada també s'interpreta com la velocitat a la qual un material absorbeix l'energia cinètica d'una partícula carregada. La seva aplicació és important en una àmplia gamma d'àrees termodinàmiques com ara la radioprotecció, la implantació iònica i la medicina nuclear.

## Definició i corba de Bragg
Tant les partícules carregades com les no carregades perden energia mentre passen per la matèria. Els ions positius es consideren en la majoria dels casos a continuació. El poder de parada depèn del tipus i energia de la radiació i de les propietats del material que passa. Com que la producció d'un parell d'ions (generalment un ió positiu i un electró (negatiu)) requereix una quantitat fixa d'energia (per exemple, 33,97 eV a l'aire sec :305), el nombre d'ionitzacions per longitud del camí és proporcional a la potència d'aturada. La potència de parada del material és numèricament igual a la pèrdua d'energia E per unitat de longitud de recorregut, x:
{\displaystyle S(E)=-dE/dx}
El signe menys fa que S sigui positiu.

corba de Bragg de 5,49 Partícules alfa MeV a l'aire

La força sol augmentar cap al final del rang i arriba a un màxim, el pic de Bragg, poc abans que l'energia caigui a zero. La corba que descriu la força en funció de la profunditat del material s'anomena corba de Bragg. Això és de gran importància pràctica per a la radioteràpia.
L'equació anterior defineix la potència d'aturada lineal que en el sistema internacional s'expressa en N però normalment s'indica en altres unitats com MeV/mm o similar. Si es compara una substància en forma gasosa i sòlida, aleshores les potències de parada lineals dels dos estats són molt diferents només a causa de la diferent densitat. Per tant, sovint es divideix la força per la densitat del material per obtenir la potència d'aturada de la massa que en el sistema internacional s'expressa en m4/s2 però que normalment es troba en unitats com MeV/(mg/cm2) o similars. El poder de parada de la massa només depèn molt poc de la densitat del material.
La imatge mostra com la potència de parada de les partícules alfa de 5,49 MeV augmenta mentre la partícula travessa l'aire, fins que arriba al màxim. Aquesta energia particular correspon a la de la radiació de partícules alfa del gas radó naturalment radioactiu ( 222 Rn) que està present a l'aire en petites quantitats.
El rang mitjà es pot calcular integrant la potència d'aturada recíproca sobre l'energia:
{\displaystyle \Delta x=\int _{0}^{E_{0}}{\frac {1}{S(E)}}\,dE}
on:
E0 és l'energia cinètica inicial de la partícula
Δx és l'interval d'"aproximació de desacceleració contínua (CSDA)" i
S(E) és la potència de parada lineal.
L'energia dipositada es pot obtenir integrant la potència de parada en tota la longitud del camí de l'ió mentre es mou en el material.

## Parada electrònica, nuclear i radiativa

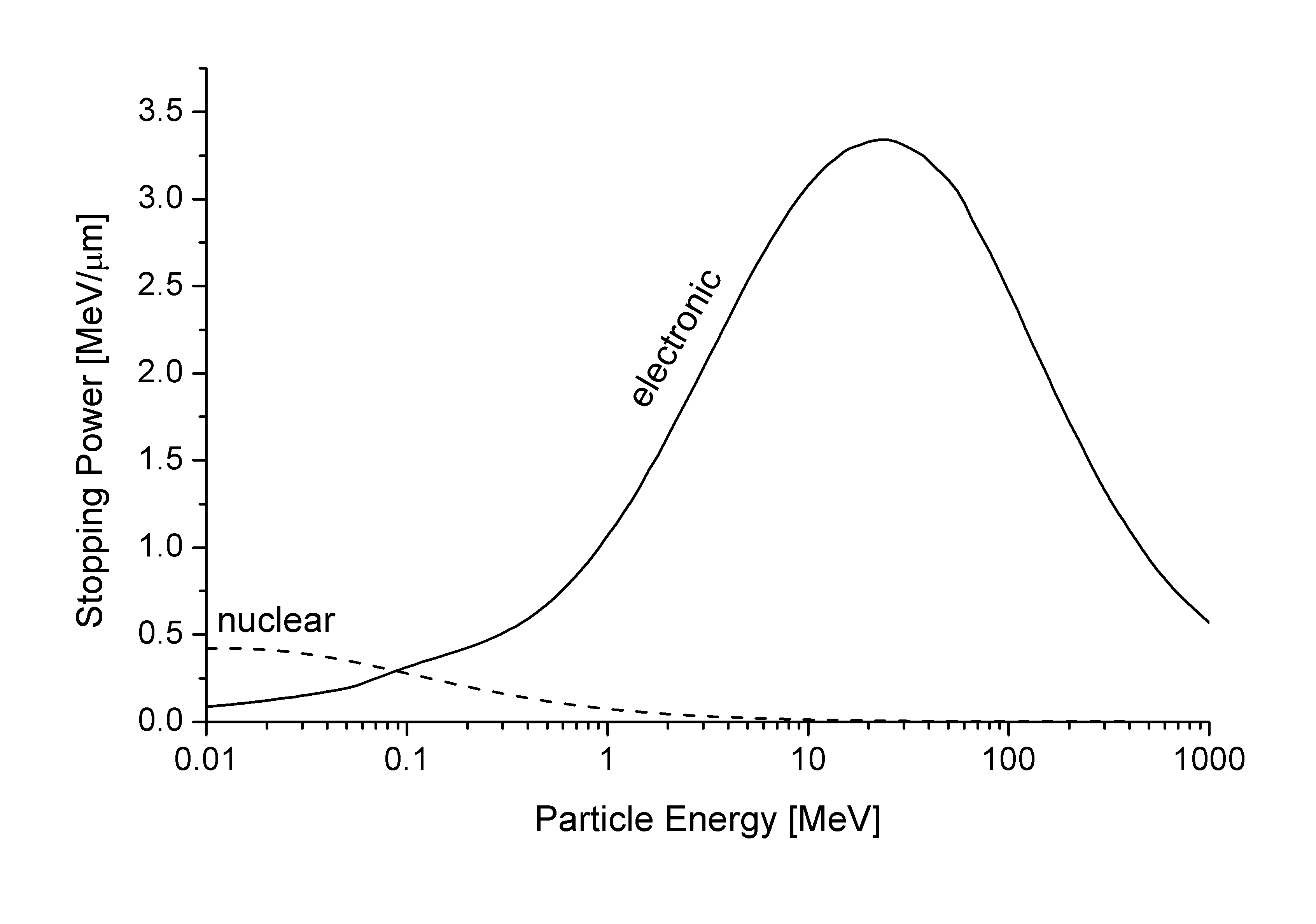
Potència d'aturada electrònica i nuclear per als ions d'alumini a l'alumini, enfront de l'energia de partícules per nucleó. El màxim de la corba d'aturada nuclear es produeix normalment a energies de l'ordre d'1 keV per nucleó.

L'aturada electrònica es refereix a la desacceleració d'un ió projectil a causa de les col·lisions inelàstiques entre els electrons units al medi i l'ió que es mou a través d'ell. El terme inelàstic s'utilitza per significar que es perd energia durant el procés (les col·lisions poden donar lloc tant a excitacions dels electrons units del medi com també a excitacions del núvol d'electrons de l'ió). La potència d'aturada electrònica lineal és idèntica a la transferència d'energia lineal sense restriccions.
La potència d'aturada nuclear es refereix a les col·lisions elàstiques entre l'ió projectil i els àtoms de la mostra (la designació establerta "nuclear" pot resultar confusa, ja que l'aturada nuclear no es deu a forces nuclears, però cal tenir en compte que aquest tipus de l'aturada implica la interacció de l'ió amb els nuclis de la diana). Si es coneix la forma de l'energia potencial repulsiva {\displaystyle E(r)} entre dos àtoms (vegeu més avall), és possible calcular la potència d'aturada nuclear {\displaystyle F_{n}(E)}. A la figura de la potència d'aturada que es mostra a dalt per als ions d'alumini a l'alumini, l'aturada nuclear és insignificant excepte a l'energia més baixa. L'aturada nuclear augmenta quan augmenta la massa de l'ió. A la figura de la dreta, l'aturada nuclear és més gran que l'aturada electrònica a baixa energia. Per als ions molt lleugers que s'alenteixen en materials pesats, l'aturada nuclear és més feble que l'electrònica a totes les energies.
A energies d'ions extremadament altes, també cal tenir en compte la potència d'aturada radiativa que es deu a l'emissió de bremsstrahlung en els camps elèctrics de les partícules del material travessat. Per als projectils d'electrons, l'aturada radiativa sempre és important. A energies iòniques elevades, també pot haver-hi pèrdues d'energia a causa de reaccions nuclears, però aquests processos no es descriuen normalment mitjançant l'aturada de la potència.